# الليمونية (بكتيريا)
الليمونية هي جنس من البكتيريا سلبية الغرام القولونية في أسرة الأمعائيات.

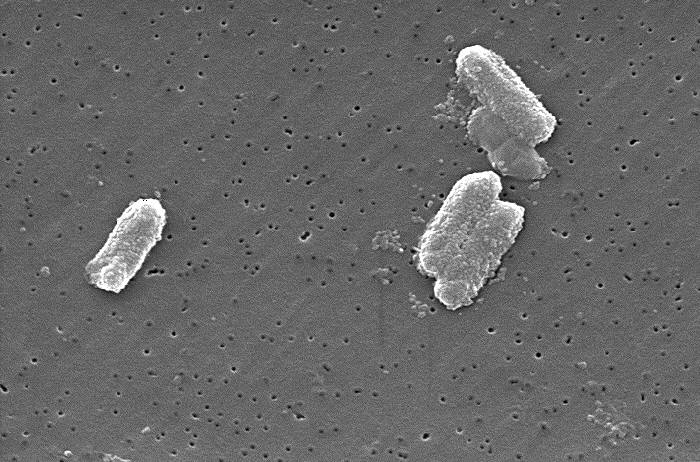

تظهر الليمونية القدرة على تجميع اليورانيوم عن طريق بناء معقدات الفوسفات.

## أهمية سريرية
يمكن العثور على هذه البكتيريا في كل مكان تقريبًا في التربة المياه و مياه صرف وما إلى ذلك. ويمكن أيضا أن تكون موجودة في الأمعاء البشرية. ونادرا ما تكون مصدر الأمراض، باستثناء حالات التهابات المسالك البولية، التهاب السحايا عند الرضع والإنتان.

## روابط خارجية
- الليمونية في DSMZ - المجموعة الألمانية للكائنات الحية الدقيقة وثقافات الخلايا
- ورقة بيانات الصحة العامة في كندا